# I'mperfect
I'mperfect (stylizováno jako i'perfect) je páté studiové album skupiny Ling Tosite Sigure vydané 10. dubna 2013. Album obsahuje jejich předešlý singl Abnormlize vydaný jako opening pro anime Psycho-Pass. V Evropě album vydalo JPU Records.

## Seznam skladeb
Hudbu složil(i) Toru TK Kitajima. 
| Pořadí         | Název                        | Délka |
| -------------- | ---------------------------- | ----- |
| 1.             | Beautiful Circus             | 3:16  |
| 2.             | Abnormalize                  | 3:36  |
| 3.             | Metamorphose                 | 3:26  |
| 4.             | Filmsick Mystery             | 3:43  |
| 5.             | Sitai Miss Me                | 4:00  |
| 6.             | Make Up Syndrome (album mix) | 4:02  |
| 7.             | Monster                      | 3:40  |
| 8.             | Kimi to Oku                  | 4:54  |
| 9.             | Missing Ling (キミトオク)    | 6:54  |
| Celková délka: | Celková délka:               | 37:31 |

## Obsazení
- Tōru Kitajima – zpěv, kytara
- Miyoko Nakamura – zpěv, baskytara
- Pierre Nakano – bicí